# Miguel Urbán
Miguel Urbán Crespo (Madrid, 26 de marzo de 1980) es un activista y político español, cofundador del partido político Podemos, del que ya no forma parte desde 2020. Fue diputado en el Parlamento Europeo entre 2015 y 2024, además de responsable de la Secretaría de Europa de la ejecutiva nacional de Podemos.

## Biografía
Miguel Urbán Crespo nació el 26 de marzo de 1980 en Madrid, hijo de Luis Miguel Urbán Fernández,  militante de la Liga Comunista Revolucionaria, que fue víctima de torturas durante la dictadura franquista. Estudió Historia en la Universidad Complutense de Madrid, aunque nunca se llegó a licenciar.

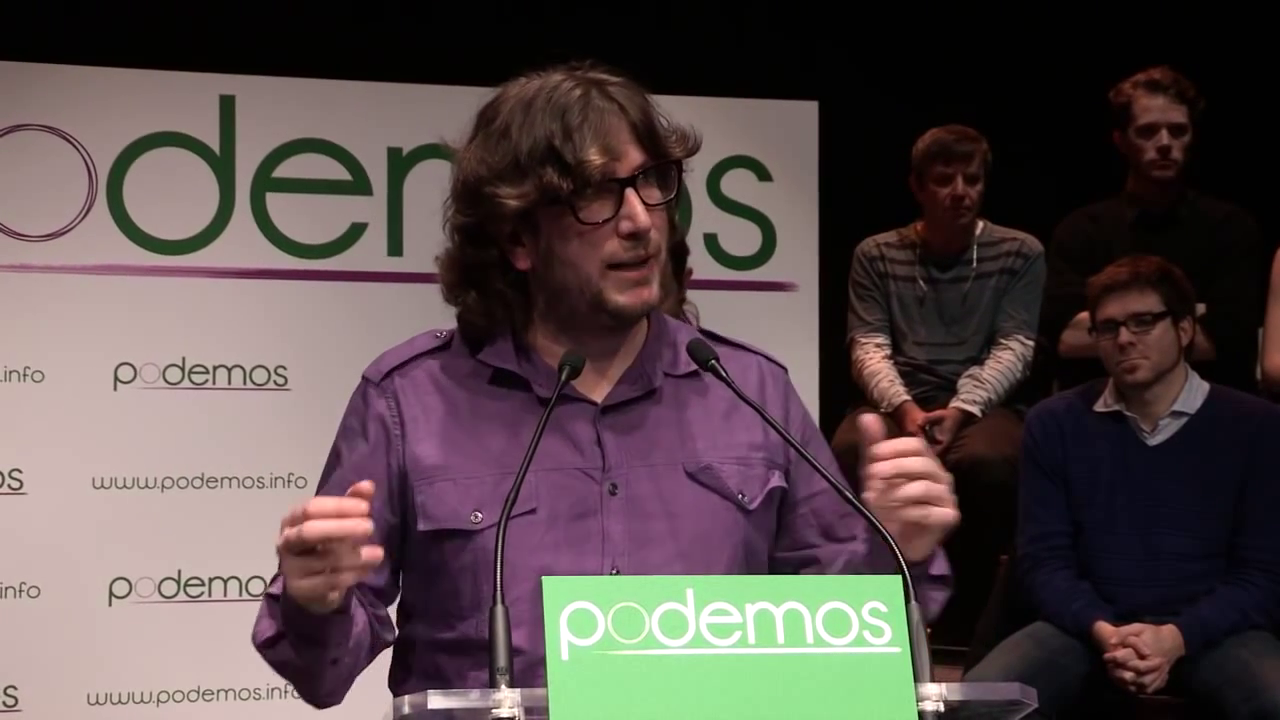
Durante la presentación de Podemos en enero de 2014

Ha trabajado en varias ONG, en la redacción de la revista de izquierdas Viento Sur, y como gestor cultural de la librería cooperativa La Marabunta. El establecimiento, en el barrio madrileño de Lavapiés, sirvió como lugar de reunión de algunos de los actuales miembros de Podemos y cerró en febrero de 2015.
Como activista político, militó en el movimiento estudiantil, sobre el que ha escrito numerosos artículos y libros —como coautor— y participó en el movimiento alterglobalizador, contra la guerra de Irak y en el movimiento 15-M.
Concurrió como número 20 de la lista de Izquierda Anticapitalista-Revolta Global de cara a las elecciones al Parlamento Europeo de 2009 en España. En las elecciones generales de 2011 fue cabeza de lista de Izquierda Anticapitalista por la circunscripción de Madrid.

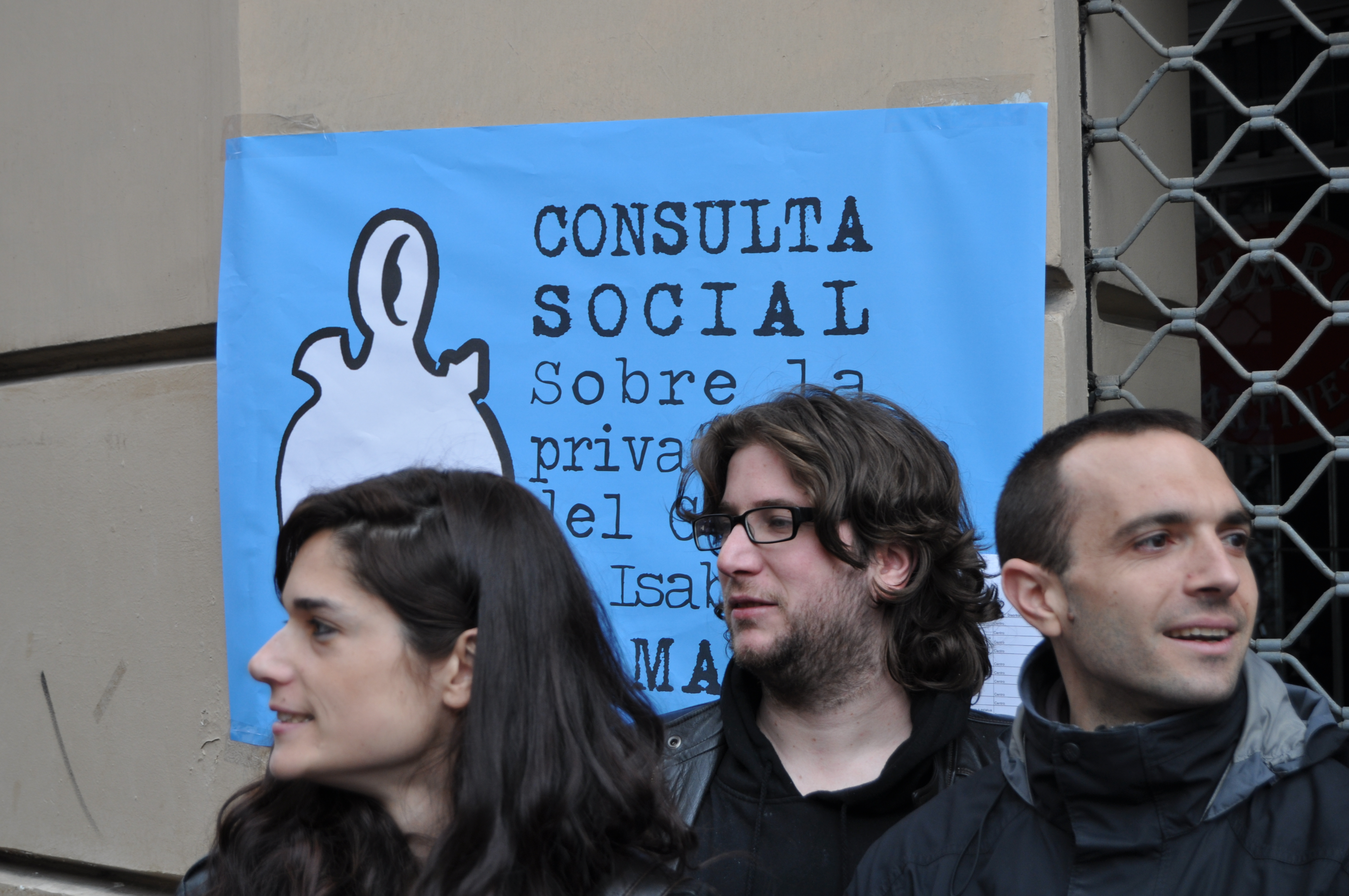
Acompañado de Clara Serra y Luis Alegre en Madrid, abril de 2012, durante una actividad de Izquierda Anticapitalista

Ya con Podemos, fue en la séptima posición de su lista para las elecciones europeas de 2014. Aunque la formación obtuvo cinco escaños, tras la renuncia de Carlos Jiménez Villarejo, en julio de 2014, y la marcha de Teresa Rodríguez, candidata a presidir la Junta de Andalucía, accedió finalmente al Parlamento. Tomó posesión de su acta como eurodiputado el 5 de marzo de 2015.
En febrero de 2017 el líder del sector Anticapitalista, en la Asamblea Ciudadana Estatal de Vistalegre II cuestionó el enfrentamiento en la cumbre entre Pablo Iglesias e Íñigo Errejón. Fue elegido miembro de Consejo Ciudadano Estatal al que se presentó con la candidatura «Podemos en Movimiento» quedando en el puesto número 23 con  3.229.976 puntos,  el 26,02% de los puntos.
El 18 de febrero de 2017 fue elegido secretario de Acción en el Parlamento Europeo en la ejecutiva nacional de Podemos.
El 13 de febrero de 2020 abandonó Podemos junto a los demás miembros de Anticapitalistas.
El 2 de marzo de 2022 fue uno de los trece eurodiputados que votaron en contra de la resolución que condenaba la invasión rusa de Ucrania y a favor de armar a Ucrania.
En enero de 2023 Miguel Urban comentó sobre el escándalo de Qatargate: «El escándalo de Qatargate apunta a un asunto Moroccogate aún más profundo. El Parlamento Europeo debería adoptar las mismas medidas cautelares con Marruecos que con Catar. Todas las actividades legislativas del Parlamento Europeo en los últimos años que involucren intereses marroquíes deben revisarse retrospectivamente para garantizar que no se hayan visto influenciadas por la interferencia extranjera».

## Obras
Libros:
- - (2012). Ocupemos el mundo. Vilassar de Dalt: Icaria.
- - (2013). De la nueva miseria: la universidad en crisis y la nueva rebelión estudiantil. Madrid: Akal.
- — (2014). El viejo fascismo y la nueva derecha radical. Barcelona: Sylone.[16]
- - (2015). El viejo fascismo y la nueva derecha radical. Barcelona: Sylone.
- - (2016). Disparen a los refugiados. La construcción de la Europa Fortaleza. Vilassar de Dalt: Icaria.
- - (2016). Anticapitalistas en Podemos. Construyendo poder popular. Barcelona: Sylone.
- — (2020). La emergencia de Vox. Apuntes para combatir a la extrema derecha española. Barcelona: Sylone.[17]
- - (2020). ¡Abajo el rey! Repúblicas. Barcelona: Sylone.
- - (2021). Memorias democráticas. Barcelona: Sylone.

Informes:
- - (2016). Informe Empresas energéticas y vulneración de Derechos Humanos. Alternativas a la impunidad de las empresas transnacionales y a la política energética de la Unión Europea. Varios autores.
- - (2016). Informe Descifra Tu Deuda. Guía de Auditoría Ciudadana Municipal. Prólogo de Miguel Urbán.
- - (2020). Informe Encerrados y excluidas. Detenciones informales e ilegales en España, Grecia, Italia y Alemania. Prólogo de Miguel Urbán.
- - (2020). Informe El programa económico antisocial de la nueva derecha europea. Prólogo de Miguel Urbán.
- - (2021). Informe Bulos, extrema derecha y migración en la Europa Fortaleza. Prólogo de Miguel Urbán.
- - (2021). Informe Empresas europeas y vulneración del Derecho Internacional en el Sáhara Occidental.
- - (2021). Informe 25 preguntas y respuestas sobre el acuerdo UE-Mercosur. Prólogo de Miguel Urbán.